# UEサン・アンドレウ
ウニオ・エスポルティーバ・サン・アンドレウ（Unió Esportiva Sant Andreu）は、スペイン・バルセロナに本拠地を置くプロサッカークラブチーム。現在はセグンダ・フェデラシオンに所属している。
1950年代前半と1970年代に、通算11シーズンの間セグンダ・ディビシオンに在籍していた。
2024年11月にRCDマジョルカのスポンサーとなっている日本企業の株式会社タイカが経営権を取得した。2025年6月12日には日本のタレントの眞嶋優がクラブのアンバサダーに就任した。

## タイトル

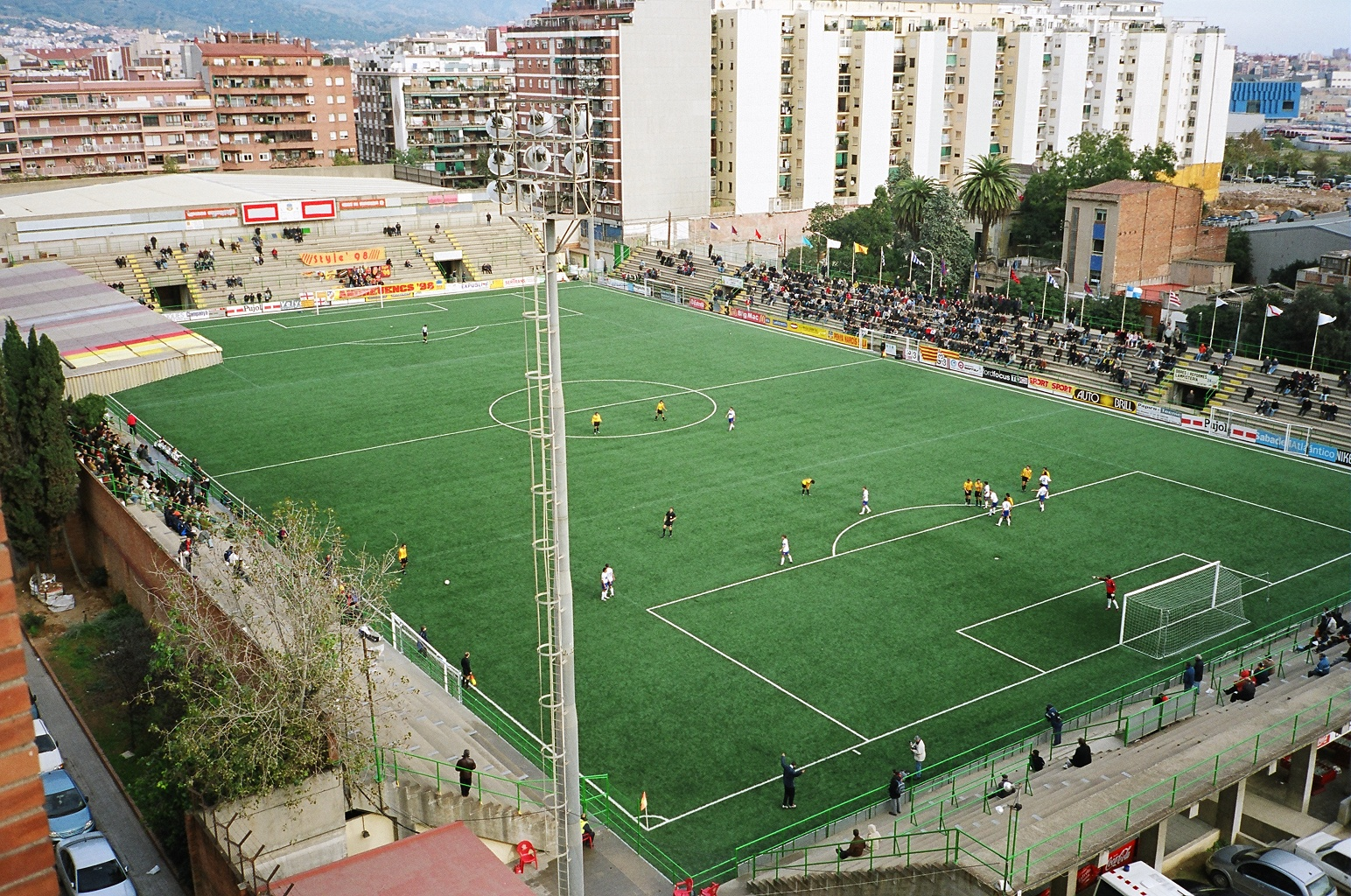
カンプ・ムニシパル・ナルシス・サラ

### 国内タイトル
- セグンダ・ディビシオンB : 1回
  - 1991-92
- テルセーラ・ディビシオン : 5回
  - 1949-50, 1957-58, 1968-69, 1984-85, 1989-90
- コパ・カタルーニャ : 1回
  - 2008-09

## 過去の成績
- 2000-2001　テルセーラ・ディビシオン　13位
- 2001-2002　テルセーラ・ディビシオン　4位
- 2002-2003　テルセーラ・ディビシオン　3位
- 2003-2004　テルセーラ・ディビシオン　8位
- 2004-2005　テルセーラ・ディビシオン　3位 昇格
- 2005-2006　セグンダ・ディビシオンB　11位
- 2006-2007　セグンダ・ディビシオンB　17位 降格
- 2007-2008　テルセーラ・ディビシオン　2位 昇格
- 2008-2009　セグンダ・ディビシオンB　3位
- 2009-2010　セグンダ・ディビシオンB　1位
- 2010-2011　セグンダ・ディビシオンB　7位
- 2011-2012　セグンダ・ディビシオンB　10位
- 2012-2013　セグンダ・ディビシオンB　7位
- 2013-2014　セグンダ・ディビシオンB　5位
- 2014-2015　セグンダ・ディビシオンB　18位 降格
- 2015-2016　テルセーラ・ディビシオン　7位
- 2016-2017　テルセーラ・ディビシオン　5位
- セグンダ・ディビシオン　11シーズン
- セグンダ・ディビシオンB　19シーズン
- テルセーラ・ディビシオン　40シーズン

## 歴代監督
- フェルディナンド・ダウチーク 1969-1970, 1973-1974, 1976-1977
- ドメネク・バルマーニャ 1970s

## 歴代所属選手
- ドメネク・バルマーニャ 1948-1949

### DF
- ウナイ・ベルガラ 1996-1997
- イルデフォンス・リマ 2000-2001

### MF
- ティンティン・マルケス 1981-1982

### FW
- マリアーノ・マルティン 1936-1939, 1950-1952
- ペペ・フアン 1976-1977
- ダビド・カランカ 2008-2009